# Божко Икономов
Божко Димитров Икономов е български офицер, генерал-майор, участник Сръбско-българската (1885), началник-щаб на 4-та пехотна преславска дивизия през Балканската (1912 – 1913), участник в Междусъюзническата война (1913), началник на Беломорската отбрана през Първата световна война (1915 – 1918).

## Биография
Божко Икономов е роден на 12 август 1865 г. в с. Градец, Сливенско. Завършва Сливенската гимназия през 1884 г. с добър успех. На 22 септември 1885 постъпва на военна служба. Взема участие в Сръбско-българската война (1885) в редовете на Ученическия легион. През 1886 г. постъпва във Военното на Негово Княжеско Височество училище, достига до звание младши портупей юнкер, дипломира се 14-и по успех от 163 офицери, на 27 април 1887 г. е произведен в чин подпоручик и зачислен в 3-ти артилерийски полк. На 18 юни 1890 г. е произведен в чин поручик. Като поручик от 2-ра резервна батарея през 1892 г. е командирован за обучение в Артилерийската и инженерна апликационна академия в Брюксел, но постъпва в академията на ГЩ в същия град, а година по-късно е преведен в Академията на ГЩ в Торино, Италия, която завършва през 1897 г., като междувременно на 2 август 1894 в чин капитан. През 1900 г. е офицер за поръчки при Военното министерство и прикомандирован в ГЩ. Служи и в 6-и артилерийски полк.
През 1901 г. е произведен в чин майор, а през 1905 в чин подполковник. Служи като началник-щаб на 4-та пехотна преславска дивизия и на 18 май 1909 е произведен в чин полковник. От 1909 г. служи във Военното министерство.
Полковник Икономов взема участие в Балканската (1912 – 1913) и Междусъюзническата война (1913) като началник-щаб на 4-та пехотна преславска дивизия. При формирането на 4-та отделна армия е назначен и като неин началник-щаб. По време на Първата световна война (1915 – 1918) е началник на Беломорската отбрана, като на 20 май 1917 е произведен в чин генерал-майор. След това работи в Оперативното отделение на Щаба на войската. През 1918 г. е уволнен от служба.
Умира на 12 май 1921 г. в София.

## Семейство
Генерал-майор Божко Икономов е женен и има 3 деца.

## Военни звания
- Подпоручик (27 април 1887)
- Поручик (18 юни 1890)
- Капитан (2 август 1894)
- Майор (1901)
- Подполковник (1905)
- Полковник (18 май 1909)
- Генерал-майор (20 май 1917)

## Образование
- Военно на Негово Княжеско Височество училище (1886 – 1887)
- Академия на ГЩ в Брюксел, Белгия (1892 – 1893)
- Академия на ГЩ в Торино, Италия (1893 – 1897)

## Награди
- Военен орден „За храброст“ III степен 2 клас
- Народен орден „За военна заслуга“ III степен с военно отличие
- Народен орден „За военна заслуга“ IV на обикновена лента
- Народен орден „За военна заслуга“ V степен на обикновена лента
- Орден „За заслуга“ на обикновена лента